# Iòbates
Iòbates (en grec antic: Ἰοβάτης) va ser rei de Lícia. Era el pare d'Estenebea i de Filònoe. En les llegendes d'Acrisi i de Bel·lerofont va tenir un paper important.
Acrisi havia desterrat el seu germà bessó Pretos, del regne d'Argos i Pretos va marxar cap a Lícia, a la cort de Iòbates. El rei va casar-lo amb la seva filla Antea, anomenada també Estenebea, i va disposar una expedició per a recuperar el reialme d'Argos. Acrisi va ocupar Argos i en va ser rei, i Pretos va regnar a Tirint. Pretos va sospitar que Bel·lerofont havia volgut seduir la seva dona i el va enviar davant de Iòbates, pregant-li en secret que li donés mort. Però ell, per no trair l'hospitalitat, va preferir enviar-lo a missions perilloses amb l'esperança que no tornaria, especialment, el va fer lluitar contra la Quimera, el monstre que devastava el seu regne. Bel·lerofont en va sortir victoriós i Iòbates va entendre que els déus el protegien i li va donar com a esposa a Filònoe, la seva altra filla. Quan va morir, Iòbates va deixar el seu regne a Bel·lerofont.